# Zadnia Zimna Ławka
Zadnia Zimna Ławka (słow. Malé Studené sedlo, Malé Studenovodské sedlo) – przełęcz znajdująca się w Zimnowodzkiej Grani (w masywie Rywocin) w słowackiej części Tatr Wysokich. Siodło oddziela położoną na północnym zachodzie Skrajną Rywocińską Turnię od Zadniej Zimnej Turniczki na południowym wschodzie. Jest to przedostatnia przełęcz w Zimnowodzkiej Grani – ostatnia jest druga z Zimnych Ławek, Skrajna Zimna Ławka.
Na przełęcz nie prowadzą żadne znakowane szlaki turystyczne, dla taterników dostępna jest od strony Doliny Małej Zimnej Wody – droga jest jednak uciążliwa z powodu rosnącej tu kosodrzewiny.
Pierwsze wejścia:
- letnie – Alfred Martin, 21 lipca 1907 r.,
- zimowe – Gyula Moiret i Dezső Reichart junior, w latach 1915–1920[2].

Polska i słowacka nazwa pochodzą od pobliskiej Zimnej Wody (Studený potok).